# Stazione di L'Estaque
La stazione di L'Estaque (Gare de L'Estaque in francese) è una stazione ferroviaria posta lungo la linea Parigi-Marsiglia situata nel XVI arrondissement di Marsiglia. Funge anche da capolinea per la linea per Miramas. È servita da treni TER PACA (Treno regionale della PACA)